# 纽的该
纽的该（？—1360年），元朝大臣，蒙古族阿儿剌（阿鲁剌惕）氏。元顺帝时中书左丞相，博尔术四世孙。
纽的该初为宿卫，官至同知枢密院事，后来罢官居家。元顺帝至元五年（1339年），奉使宣抚达达地，整治有司不公不法事三十余件，颇有政绩，凭借才能升任知岭北行枢密院事。至正十五年（1355年），任中书平章政事，后迁知枢密院事。至正十七年（1357年），以太尉总领山东诸军，击退田丰兵，镇守东昌路（治今山东聊城），来抵拒红巾军。次年，田丰复进东昌。因为兵马溃败缺乏粮食，弃守东昌，退守柏乡（今河北柏乡）。还京后，任中书左丞相。张士诚降元后，他负责处理江南诸事。后迁知枢密院事。他处事公允，唯才是举，被元顺帝信任。曾妥善处理兴和路富民调戏民女之事，在官任上去世。

## 延伸阅读
[在维基数据编辑]
 《元史·卷139》，出自宋濂《元史》
 《新元史/卷121》，出自柯劭忞《新元史》